# Mondavezan
Mondavezan település Franciaországban, Haute-Garonne megyében. Lakosainak száma 899 fő (2022. január 1.). Mondavezan Montoussin, Cazères, Le Fousseret, Francon, Lescuns, Martres-Tolosane, Palaminy és Sana községekkel határos.

## Népesség
A település népességének változása:
| Lakosok száma | 487  | 485  | 554  | 743  | 878  | 910  | 905  | 905  | 911  | 899  |
|               | 1968 | 1982 | 1990 | 2006 | 2013 | 2015 | 2017 | 2019 | 2020 | 2022 |